# يانبة

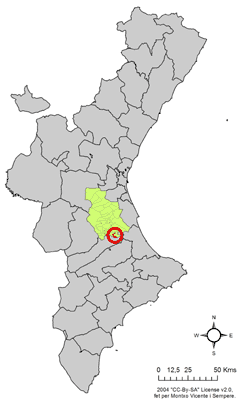
موقع مدينة يانبة من مقاطعة بلنسية

يَانُبَة (بالإسبانية: L'Ènova)‏ مدينة بمقاطعة بلنسية من منطقة بلنسية ذاتية الحكم بشرق إسبانيا. بلغ عدد سكانها 1.011 نسمة عام 2007.